# Satellitcell
Satellitceller är en form av gliacell som finns i det perifera nervsystemet. Dessa celler bildar ett skyddande lager runt nervceller i spinala ganglion och autonoma ganglier.
Satellitceller nära muskelceller kan hjälpa till att reparera skadade muskler genom att differentieras till muskelceller.